# Campionati italiani di sci alpino 1978
I Campionati italiani di sci alpino 1978 si disputarono a San Sicario; furono assegnati i titoli di discesa libera, slalom gigante, slalom speciale e combinata, sia maschili sia femminili.

## Risultati

### Uomini

#### Discesa libera
| Pos. | Atleta            | Nazione     | Tempo   |
| ---- | ----------------- | ----------- | ------- |
| 1    | Bruno Gattai      | Italia      | 1:52,41 |
| 2    | Franco Marconi    | Italia      | 1:52,43 |
| 3    | Johnny Vicari     | Italia      | 1:53,73 |
| 4    | Giuliano Giardini | Italia      | 1:53,75 |
| 5    | Ivano Corvi       | Italia      | 1:53,82 |
| 6    | Konrad Bartelski  | Regno Unito | 1:53,93 |
| 7    | Alois Raffainer   | Italia      | 1:54,00 |
| 8    | Klaus Happacher   | Italia      | 1:54,10 |
| 9    | Alessandro Berera | Italia      | 1:54,39 |
| 10   | Mauro Maffei      | Italia      | 1:54,49 |

Data: 17 febbraio

#### Slalom gigante
| Pos. | Atleta         | Nazione |
| ---- | -------------- | ------- |
| 1    | Peter Mally    | Italia  |
| 2    | Piero Gros     | Italia  |
| 3    | Mauro Bernardi | Italia  |

#### Slalom speciale
| Pos. | Atleta          | Nazione |
| ---- | --------------- | ------- |
| 1    | Peter Mally     | Italia  |
| 2    | Paolo De Chiesa | Italia  |
| 3    | Karl Trojer     | Italia  |

#### Combinata
| Pos. | Atleta            | Nazione |
| ---- | ----------------- | ------- |
| 1    | Piero Gros        | Italia  |
| 2    | Alessandro Berera | Italia  |
| 3    | Bruno Confortola  | Italia  |

### Donne

#### Discesa libera
| Pos. | Atleta             | Nazione |
| ---- | ------------------ | ------- |
| 1    | Giuliana Campiglia | Italia  |
| 2    | Cristina Gravina   | Italia  |
| 3    | Alessandra Bianco  | Italia  |

#### Slalom gigante
| Pos. | Atleta            | Nazione |
| ---- | ----------------- | ------- |
| 1    | Claudia Giordani  | Italia  |
| 2    | Wanda Bieler      | Italia  |
| 3    | Maria Rosa Quario | Italia  |

#### Slalom speciale
| Pos. | Atleta           | Nazione |
| ---- | ---------------- | ------- |
| 1    | Claudia Giordani | Italia  |
| 2    | Wilma Gatta      | Italia  |
| 3    | Cinzia Valt      | Italia  |

#### Combinata
| Pos. | Atleta              | Nazione |
| ---- | ------------------- | ------- |
| 1    | Wilma Gatta         | Italia  |
| 2    | Giuliana Campiglia  | Italia  |
| 3    | Maddalena Silvestri | Italia  |